# 21 oktober
21 oktober is de 294ste dag van het jaar (295ste dag in een schrikkeljaar) in de gregoriaanse kalender. Hierna volgen nog 71 dagen tot het einde van het jaar.

## Gebeurtenissen
- Algemeen
  - 1966 - Het dorp Aberfan in Wales raakt gedeeltelijk bedolven onder een ingezakte afvalberg uit een nabijgelegen steenkoolmijn. De afvalberg bedelft onder andere een basisschool waardoor er 116 kinderen om het leven komen. In totaal vinden 144 mensen de dood.
  - 1986 - Pro-Iraanse kidnappers zeggen Amerikaans schrijver Edward Tracy gevangen te houden in Libanon. Hij wordt uiteindelijk in augustus 1991 vrijgelaten.
  - 2021 - Letland gaat vanwege het weer stijgende aantal COVID-19-besmettingen opnieuw in lockdown.[1]
  - 2021 - Sergej Sobjanin, de burgemeester van Moskou, maakt bekend dat de stad vanwege het stijgende aantal COVID-19-besmettingen vanaf 28 oktober voor minstens anderhalve week in lockdown gaat. Voedingswinkels en apotheken blijven open.[2]
- Economie
  - 2009 - Vanwege waterschaarste in Venezuela roept president Hugo Chávez zijn landgenoten op niet langer dan drie minuten onder de douche te staan en te zingen.
- Media
  - 1987 - Adam Curry presenteert voor de laatste keer het muziekprogramma Countdown. Hij gaat naar Amerika om voor MTV te gaan werken.[3]
  - 2011 - Het televisieprogramma Voetbal International, uitgezonden door RTL 7, wint de Gouden Televizier-Ring. The voice of Holland en Wie is de Mol? grijpen verrassend naast de prijzen.
  - 2019 - Gallyon van Vessem presenteert haar laatste aflevering van Hart van Nederland. Haar eerste aflevering was in 1995.
  - 2021 - Tijdens opnames voor de westernfilm “Rust” schiet acteur Alec Baldwin cameraregisseuse Halyna Hutchins dood met een wapen waar losse flodders in horen te zitten.[4]
- Oorlog
  - 1639 - Zeeslag bij Duins tussen een Nederlandse en een Spaanse oorlogsvloot.[5]
  - 1805 - Slag bij Trafalgar. Horatio Nelson verslaat een Frans-Spaanse vloot en sneuvelt.[5]
  - 1854 - Florence Nightingale wordt met een staf van 38 verpleegsters naar de Krimoorlog gestuurd.[5]
  - 1941 - Massamoorden door de nazi's in onder meer Kragujevac.[5]
  - 1944 - Aken is de eerste grote Duitse stad die in geallieerde handen valt.[5]
- Politiek
  - 1945 - Stemrecht voor vrouwen: vrouwen mogen voor de eerste keer stemmen in Frankrijk.
  - 1980 - President Siad Barre van Somalië kondigt de noodtoestand af in zijn land en trekt voor onbepaalde tijd alle macht naar zich toe.
  - 1991 - Overeenkomst over de totstandbrenging van de Europese Economische Ruimte (EER) die de Europese Gemeenschap verbindt met de buurlanden in West-Europa.
  - 1993 - Staatsgreep in Burundi, waarbij Hutu-president Melchior Ndadaye wordt vermoord.
  - 2010 - Myanmar neemt een nieuwe vlag aan. Ook de officiële naam verandert; het land heet vanaf heden voluit Republiek der Unie van Myanmar.
  - 2011 - Een arts die in een interview heeft gezegd dat president Hugo Chávez (59) nog maar twee jaar heeft te leven vanwege kanker is Venezuela ontvlucht. Dat laat de medicus weten in een brief in een oppositionele krant.
- Recreatie
  - 2017 - In Lausanne wordt Aquatis Aquarium-Vivarium geopend. Het is het grootste zoetwateraquarium van Europa. Alle vissen beschikken over 2 miljoen liter zwemwater verdeeld over 46 aquaria en terraria.[6]
- Religie
  - 686 - Conon wordt Paus.[5]
  - 1956 - De overleden bisschop van Luxemburg Joseph Laurent Philippe wordt opgevolgd door zijn coadjutor Léon Lommel.
  - 1979 - Paus Johannes Paulus II bezoekt Pompeï en Napels.
  - 1983 - Na het plotselinge overlijden van Theodorus Zwartkruis volgt zijn twee dagen eerder benoemde coadjutor Henricus Bomers hem op als bisschop van Haarlem.
  - 1989 - Bisschopswijding van de Nederlander Diogo Reesink, bisschop van Almenara in Brazilië.
  - 2003 - Paus Johannes Paulus II creëert dertig nieuwe kardinalen, onder wie de Belgische priester Gustaaf Joos.
- Sport
  - 1928 - Opening van het Stadio Sandro Cabassi in Carpi, Italië.
  - 1962 - Oprichting van de Algerijnse voetbalbond.
  - 1990 - De Braziliaanse autocoureur Ayrton Senna wordt voor de tweede maal wereldkampioen Formule 1.[5] Hij behaalt deze titel in de voorlaatste Grand Prix van het seizoen op het Circuit Suzuka (Japan). Zie ook Formule 1 in 1990.
  - 1990 - Voetballer Pascal de Wilde van KV Mechelen veroorzaakt een verkeersongeval waarbij twee mensen om het leven komen. Bij de controle wordt een alcoholpercentage van 1,96 promille in zijn bloed vastgesteld.
  - 2006 - Het Zambiaans voetbalelftal wint de tiende editie van de COSAFA Cup door in de finale Angola met 2-0 te verslaan.
  - 2007 - De Finse rijder Kimi Räikkönen (Ferrari) wordt wereldkampioen Formule 1 door de GP van Brazilië te winnen. Hij heeft in totaal 110 punten. Lewis Hamilton en Fernando Alonso (beiden McLaren) worden resp. 2e en 3e in het kampioenschap met 109 punten.
  - 2010 - Voetbalclub Vitesse ontslaat hoofdcoach Theo Bos wegens tegenvallende resultaten.
  - 2014 - De gehandicapte Zuid-Afrikaanse atleet Oscar Pistorius wordt tot vijf jaar gevangenisstraf veroordeeld voor doodslag op zijn vriendin Reeva Steenkamp. De aanklager had tien jaar cel geëist.
  - 2021 - Naomi Visser is op de vijfde plaats geëindigd in de meerkampfinale bij de Wereldkampioenschappen turnen in het Japanse Kitakyushu. De Russische Angelina Melnikova is wereldkampioen geworden.[7]
  - 2021 - Bij de Wereldkampioenschappen baanwielrennen in het Franse Roubaix wordt Harrie Lavreysen voor de tweede keer op rij wereldkampioen en Jeffrey Hoogland pakt het zilver op het onderdeel keirin.[8]
  - 2021 - Op het onderdeel scratch bij de Wereldkampioenschappen baanwielrennen in het Franse Roubaix wordt de Nederlander Roy Eefting vierde en de Belg Tuur Dens legt beslag op de tweede plaats. De Fransman Donavan Grondin is wereldkampioen geworden.[8]
  - 2022 - Zwemster Tes Schouten heeft bij wereldbekerwedstrijden in Berlijn het Nederlands record op de 200 m schoolslag kortebaan aangescherpt tot 2.20,89.[9]
  - 2023 - Nederlands atlete Femke Bol wordt voor de tweede achtereenvolgende keer uitgeroepen tot Europees atlete van het jaar. De Noorse hardloper Jakob Ingebrigtsen mag zich Europees atleet van 2023 noemen.[10]
- Wetenschap en technologie
  - 1879 - Eerste demonstratie van de gloeilamp door Thomas Edison.[5]
  - 1959 - Het Solomon R. Guggenheim Museum in New York opent voor het publiek. Het werd ontworpen door Frank Lloyd Wright.[5]
  - 2003 - De dwergplaneet Eris wordt ontdekt.
  - 2021 - Zuid-Korea lanceert de eerste in het land zelf geproduceerde raket, die een nep-lading aan boord heeft. Door een probleem met de derde trap bereikt de raket geen stabiele omloopbaan en is deze terug gevallen in de dampkring.[11]
  - 2022 - Lancering van een Sojoez 2.1v raket vanaf Plesetsk Kosmodroom platform 43/4 voor een geheime militaire missie met de Kosmos 2561 en Kosmos 2562 satellieten.[12]
  - 2023 - Lancering van een Falcon 9 raket van SpaceX vanaf Vandenberg Space Force Base SLC-4E voor de Starlink group 7-5 missie met 21 Starlink satellieten.[13]

## Geboren

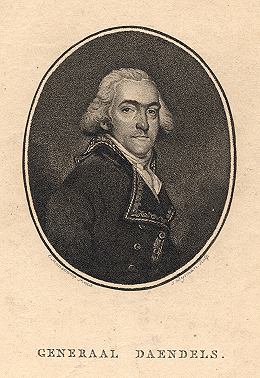
Herman Willem Daendels,
geboren in 1762

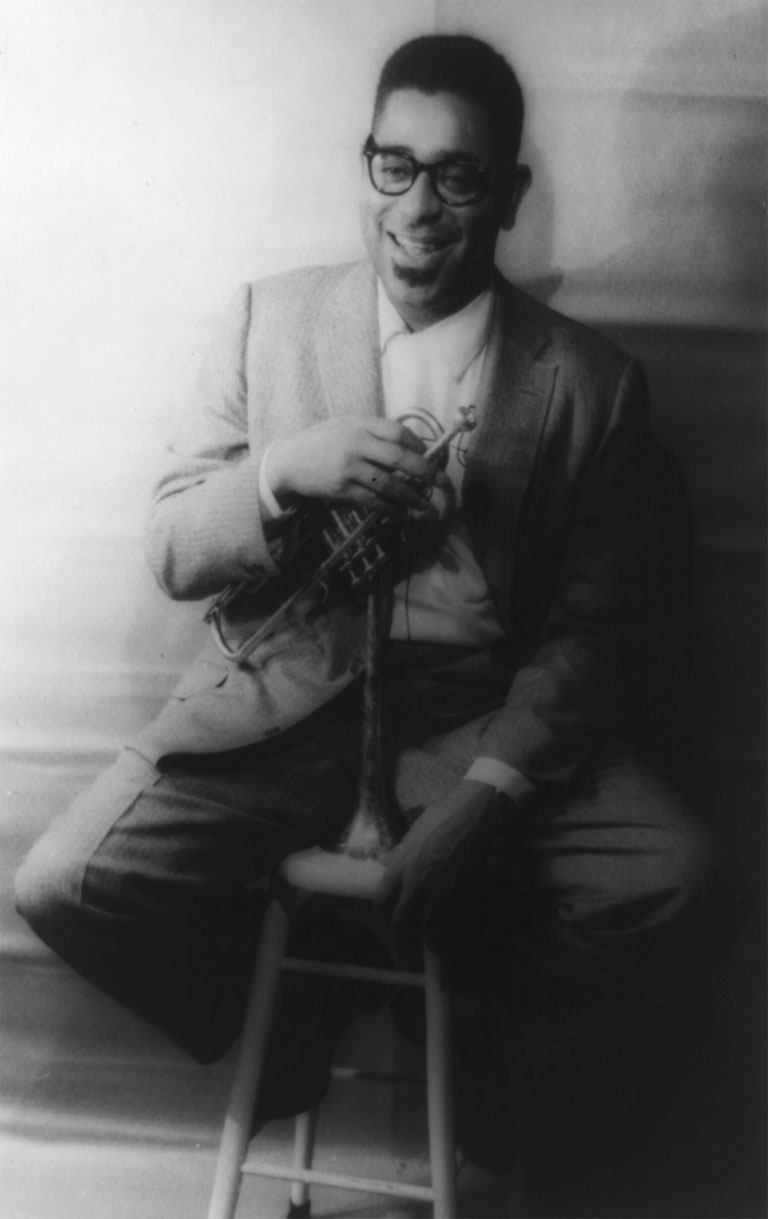
Dizzy Gillespie,
geboren in 1917

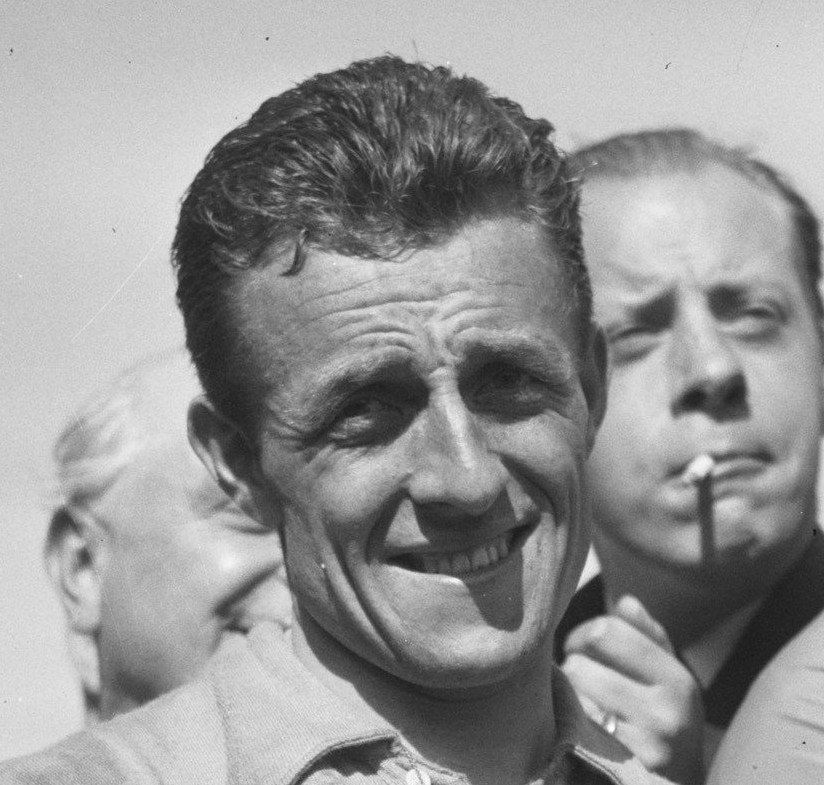
Fred De Bruyne,
geboren in 1930

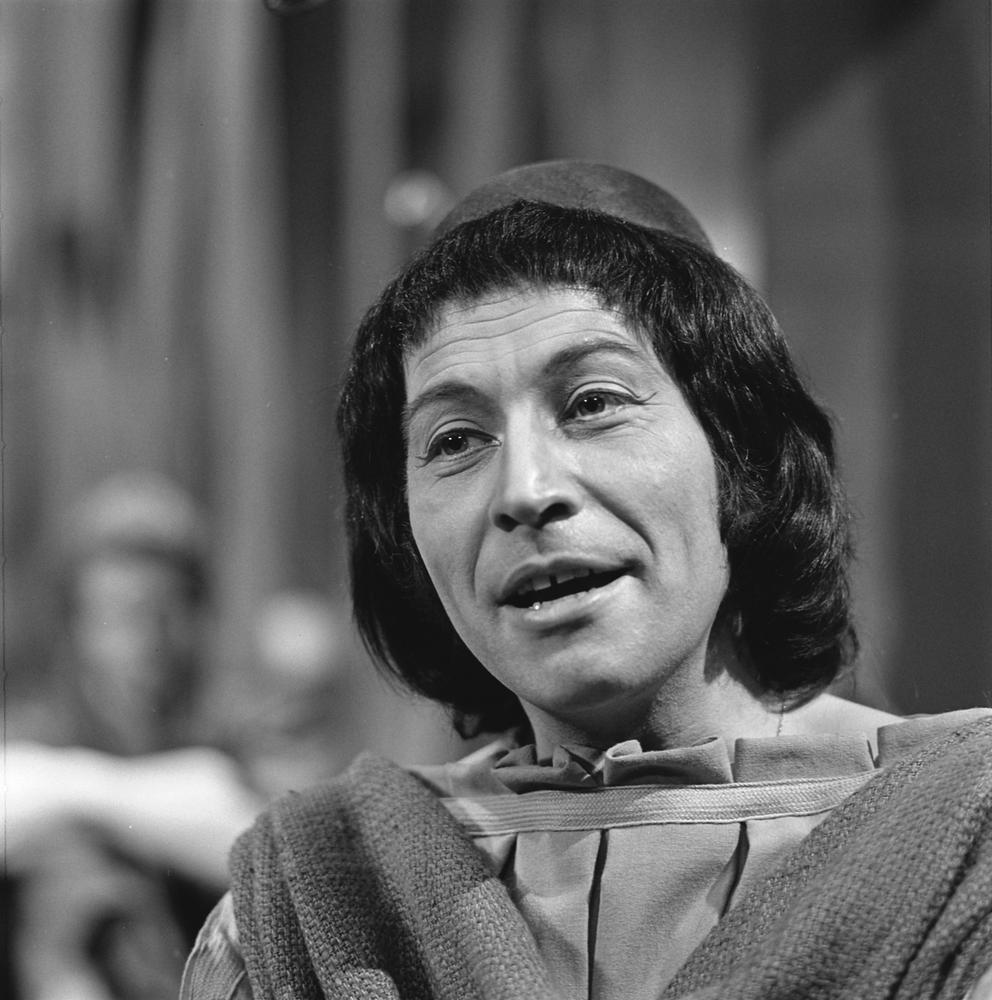
Ad Hoeymans,
geboren in 1934

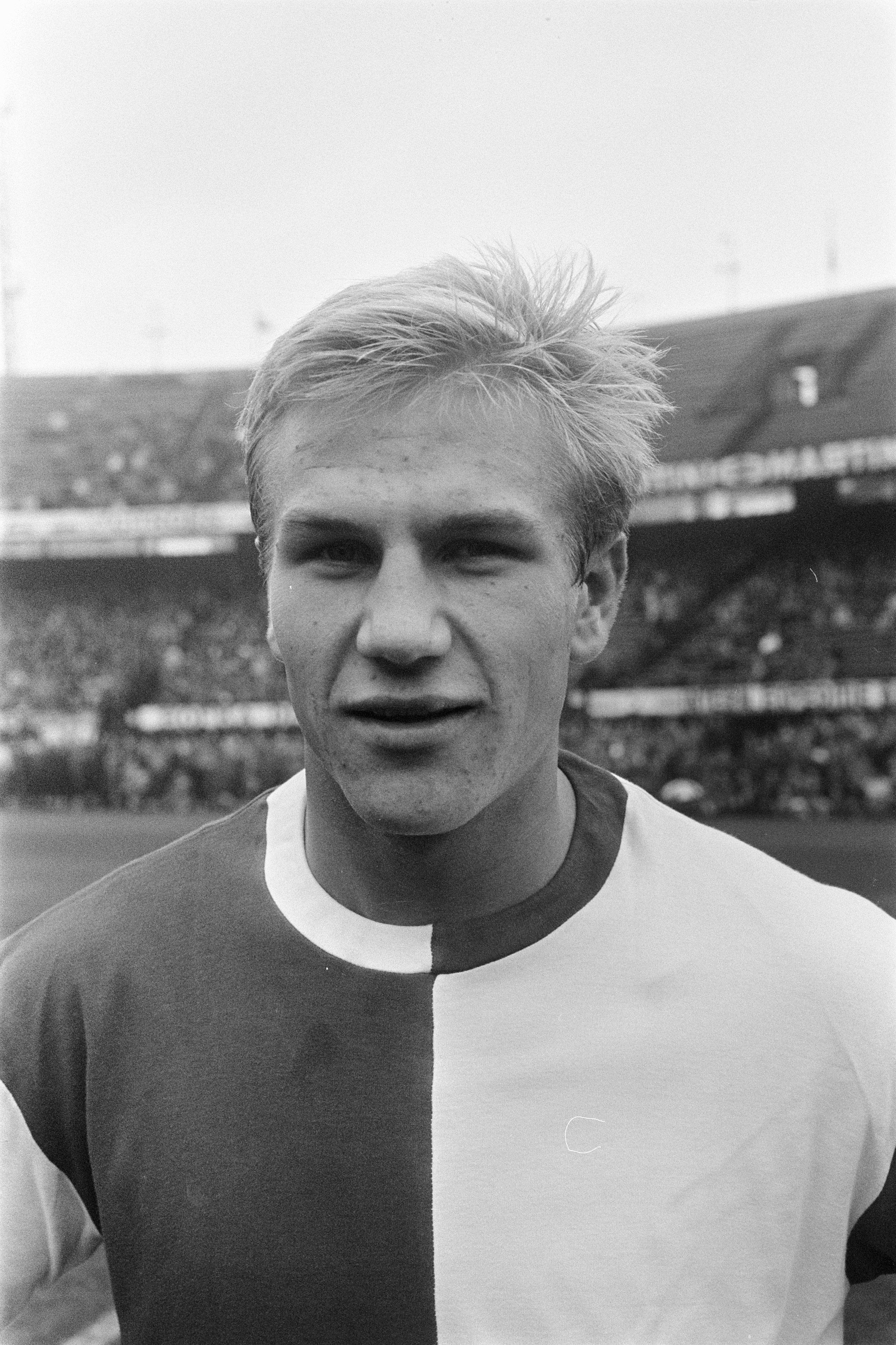
Johan Boskamp,
geboren in 1948

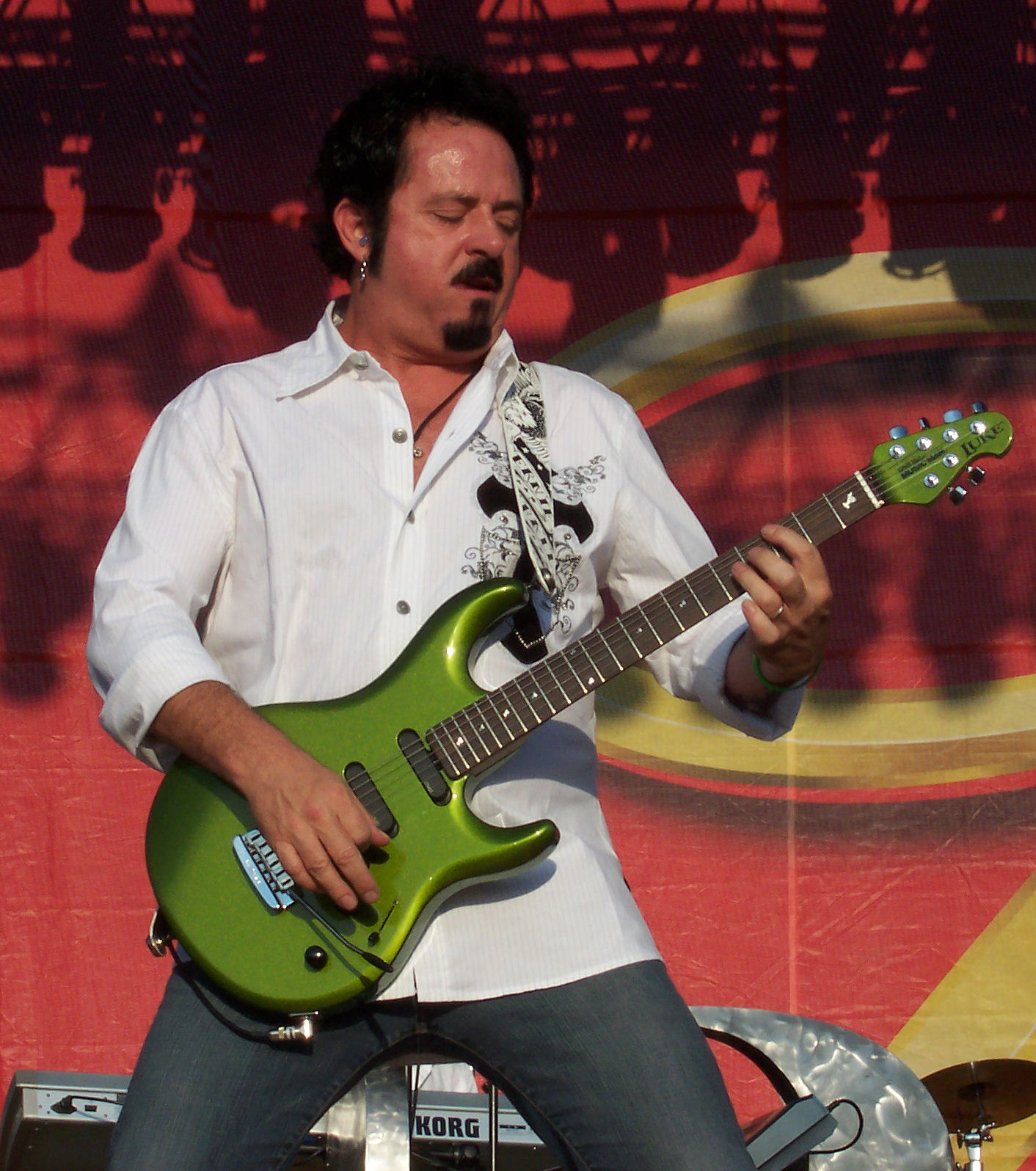
Steve Lukather,
geboren in 1957

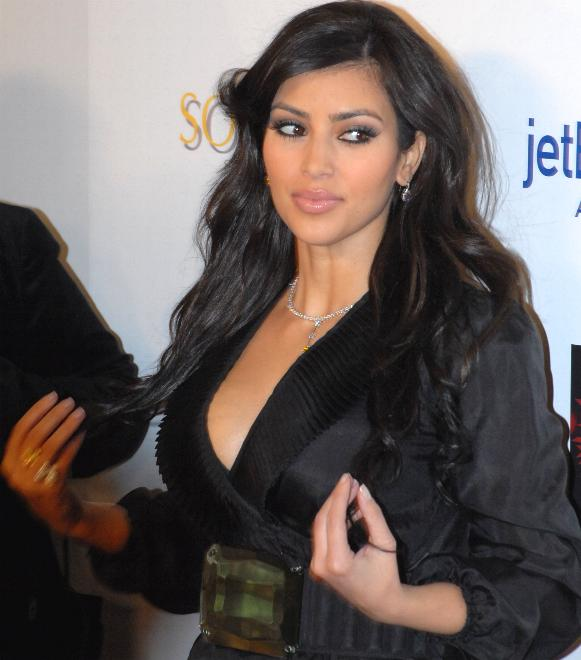
Kim Kardashian,
geboren in 1980

- 1762 - Herman Willem Daendels, Nederlands gouverneur van Nederlands-Indië (overleden 1818)
- 1772 - Samuel Taylor Coleridge, Brits dichter (overleden 1834)
- 1790 - Alphonse de Lamartine, Frans dichter en staatsman (overleden 1869)
- 1819 - Milan III Obrenović, Servisch vorst (overleden 1839)
- 1826 - Jan van Stolk, Nederlands politicus (overleden 1880)
- 1833 - Alfred Nobel, Zweeds chemicus en industrieel (overleden 1896)
- 1842 - Nikolaj Mensjoetkin, Russisch scheikundige (overleden 1907)
- 1864 - Christabel Cockerell, Brits kunstschilder (overleden 1951)
- 1867 - Helena Christina van de Pavord Smits, Nederlands botanisch illustrator (overleden 1941)
- 1879 - Willie Anderson, Schots golfer (overleden 1910)
- 1884 - Claire Waldoff, Duitse zangeres (overleden 1957)
- 1885 - Johanna Maria IJssel de Schepper-Becker, Nederlands roman- en toneelschrijfster (overleden 1979)
- 1886 - Karl Polanyi, Hongaars socioloog en econoom (overleden 1964)
- 1890 - Jacques Hurks, Nederlands architect (overleden 1977)
- 1894 - Leendert Lafeber, Nederlands verzetsstrijder (overleden 1967)
- 1904 - Patrick Kavanagh, Iers schrijver en dichter (overleden 1967)
- 1904 - Francisca Celsa dos Santos, Braziliaans supereeuwelinge en de op twee na oudste levende mens ter wereld (overleden 2021)
- 1906 - Ernesto Civardi, Italiaans curiekardinaal (overleden 1989)
- 1906 - Alfred De Fleurquin, Belgisch atleet (overleden ?)
- 1907 - Truus Baumeister, Nederlands zwemster (overleden 2000)
- 1911 - Mary Blair, Amerikaans kunstenares (overleden 1978)
- 1912 - Alfredo Piàn, Argentijns autocoureur (overleden 1990)
- 1912 - Sir Georg Solti, Hongaars dirigent (overleden 1997)
- 1913 - Ellen Buckley, Amerikaans militair verpleegkundige (overleden 2003)
- 1917 - Dizzy Gillespie, Amerikaans jazzmuzikant (overleden 1993)
- 1920 - Willy Lustenhouwer, Belgisch zanger (overleden 1994)
- 1920 - Coen Ooft, Surinaams jurist, politicus en schrijver (overleden 2006)
- 1921 - Jarmil Burghauser, Tsjechisch componist, dirigent en musicoloog (overleden 1997)
- 1921 - Ingrid van Houten-Groeneveld, Nederlands astronome (overleden 2015)
- 1922 - Liliane Bettencourt, Frans onderneemster en rijkste vrouw van Frankrijk en Europa (overleden 2017)
- 1923 - Erna de Vries, Duits overlevende van de Holocaust (overleden 2021)
- 1925 - Celia de la Caridad Cruz Alfonso, salsazangeres (overleden 2003)
- 1925 - Harm van der Meulen, Nederlands (vakbonds)bestuurder en politicus (overleden 2007)
- 1925 - Andrej Zazrojev, Sovjet voetballer en trainer (overleden 1986)
- 1926 - Leo Kirch, Duits mediamagnaat (overleden 2011)
- 1926 - Marga Richter, Amerikaans componiste en pianiste (overleden 2020)
- 1927 - Howard Zieff, Amerikaans filmregisseur en fotograaf (overleden 2009)
- 1928 - Krish Nannan Panday, Surinaams politicus (overleden 2025)
- 1928 - Jef Penders, Nederlands componist en dirigent  (overleden 2015)
- 1929 - Ursula Le Guin, Amerikaans sciencefiction-schrijver (overleden 2018)
- 1930 - Fred De Bruyne, Belgisch wielrenner en sportjournalist (overleden 1994)
- 1930 - Ivan Silajev, Russisch politicus (overleden 2023)
- 1931 - Shammi Kapoor, Indiaas filmacteur en regisseur (overleden 2011)
- 1931 - Hugh Thomas, Brits historicus (overleden 2017)
- 1932 - Vito Favero, Italiaans wielrenner  (overleden 2014)
- 1932 - Cesare Perdisa, Italiaans autocoureur (overleden 1998)
- 1933 - Francisco "Paco" Gento, Spaans voetballer (overleden 2022)
- 1934 - Arthur Boni, Belgisch-Nederlands acteur (overleden 2022)
- 1934 - Ad Hoeymans, Nederlands acteur (overleden 2011)
- 1934 - Eddy Hoost, Surinaams politicus en advocaat (gedood in 1982)
- 1937 - Édith Scob, Frans actrice (overleden 2019)
- 1938 - Rudi Kross, Surinaams journalist en schrijver (overleden 2002)
- 1939 - James Dunn, Brits theoloog en hoogleraar (overleden 2020)
- 1940 - Etienne Bagchus, Nederlands beeldend kunstenaar (overleden 2012)
- 1940 - Anne Wil Blankers, Nederlands actrice
- 1940 - Manfred Mann, Zuid-Afrikaans/Brits zanger en keyboardspeler (Manfred Mann's Earth Band)
- 1941 - Steve Cropper, Amerikaans gitarist, liedjesschrijver en producer
- 1942 - Orlando Aravena, Chileens voetballer en voetbaltrainer (overleden 2024)
- 1942 - Elvin Bishop, Amerikaans bluesrockmuzikant
- 1942 - Jan Veenstra, Nederlands voetballer (overleden 2023)
- 1943 - Jos Waals, Nederlands burgemeester (overleden 2021)
- 1944 - Jean-Pierre Sauvage, Frans scheikundige
- 1945 - Norodom Chakrapong, zoon van Koning Norodom Sihanouk van Cambodja
- 1946 - Goyo Benito, Spaans voetballer (overleden 2020)
- 1946 - Nicole Josy, Belgisch zangeres (overleden 2022)
- 1946 - Ronny De Witte, Belgisch wielrenner
- 1947 - Doeschka Meijsing, Nederlands schrijfster (overleden 2012)
- 1948 - Johan Boskamp, Nederlands voetballer, scout, voetbaltrainer en voetbalanalist
- 1949 - Benjamin Netanyahu, Israëlisch politicus
- 1950 - Jo Crepain, Belgisch architect (overleden 2008)
- 1950 - William Marlin, Sint-Maartens premier
- 1950 - Conny Mus, Nederlands journalist (overleden 2010)
- 1950 - Paul Philipp, Luxemburgs voetballer, voetbalcoach en voetbalbestuurder
- 1951 - Gerard Brouwer, Nederlands beeldhouwer (overleden 2017)
- 1951 - Leonid Mosejev, Sovjet-Russisch/Russisch atleet
- 1952 - Brent Mydland, Amerikaans muzikant (overleden 1990)
- 1953 - Ferdi Lancee, Nederlands zanger en gitarist
- 1955 - Frank Vandenbroucke, Belgisch politicus
- 1956 - Carrie Fisher, Amerikaans schrijfster en actrice (overleden 2016)
- 1957 - Wolfgang Ketterle, Duits natuurkundige
- 1957 - Steve Lukather, Amerikaans gitarist en bandlid van Toto
- 1958 - Herman den Blijker, Nederlands top-chef en presentator
- 1958 - Manu Ferrera, Belgisch voetballer en voetbaltrainer
- 1958 - Andre Geim, Russisch-Nederlands-Brits natuurkundige
- 1959 - Martin Bril, Nederlands columnist, schrijver en dichter (overleden 2009)
- 1959 - Sérgio da Rocha, Braziliaans bisschop
- 1959 - Kevin Sheedy, Iers voetballer
- 1959 - Ken Watanabe, Japans Amerikaans acteur
- 1961 - Alireza Akbari, Iraans-Brits politicus (overleden 2023)
- 1964 - Christian Eminger, Oostenrijks schaatser
- 1964 - Annemiek Schrijver, Nederlands radio- en televisiepresentatrice
- 1964 - Aukje de Vries, Nederlands politica (VVD)
- 1965 - Pepijn Bierenbroodspot, Nederlands presentator en voice-over
- 1965 - Ion Andoni Goikoetxea, Spaans-Baskisch voetballer
- 1966 - Peter van Dongen, Nederlands striptekenaar
- 1966 - Moechsin Moechamadnjev, Tadzjieks voetballer en voetbalcoach
- 1966 - Phillip Price, Welsh golfer
- 1966 - Igor Prins, Estisch voetballer en voetbalcoach
- 1966 - Jonas Svensson, Zweeds tennisser
- 1967 - Paul Ince, Engels voetballer
- 1967 - Johan Verstrepen, Belgisch wielrenner
- 1967 - Reinold Wiedemeijer, Nederlands voetbalscheidsrechter
- 1968 - Michael Barnes, Amerikaans motorcoureur
- 1968 - Cody ChesnuTT, Amerikaans R&B en Neo-soulmuzikant
- 1968 - Iván Thays, Peruviaans schrijver, hoogleraar en televisiepresentator
- 1969 - Lucio Cecchinello, Italiaans motorcoureur
- 1970 - Natalja Jonckheere, Belgisch atlete
- 1970 - Louis Koo, Chinees acteur
- 1971 - Daniel Camus, Belgisch voetballer
- 1971 - Nick Oliveri, Amerikaans muzikant
- 1971 - René Ponk, Nederlands voetbaldoelman
- 1971 - Thomas Ulsrud, Noors curlingspeler (overleden 2022)
- 1972 - Judith Ansems, Nederlands zangeres, presentatrice en beeldend kunstenaar
- 1973 - Agnes Mulder, Nederlands Tweede Kamerlid
- 1973 - Joseph Riri, Keniaans atleet
- 1973 - Steve Helstrip, Brits tranceproducer
- 1973 - Maarten Vergote, Belgisch atleet
- 1974 - Oleksandr Koezin, Oekraïens atleet
- 1974 - Jakob van Wielink, Nederlands schrijver en leiderschapscoach
- 1975 - Henrique Hilário, Portugees voetballer
- 1975 - Anita Looper, Nederlands atlete
- 1975 - Danaë Van Oeteren, Belgisch actrice en zangeres
- 1977 - Lodewijk de Widt, Nederlands goochelaar
- 1980 - Kim Kardashian, Amerikaans styliste, actrice, model en televisiebekendheid
- 1980 - Ben Depuydt, Belgisch designer en muzikant
- 1981 - Roman Roesinov, Russisch autocoureur
- 1981 - David Siradze, Georgisch voetballer
- 1981 - Nemanja Vidić, Servisch voetballer
- 1982 - Robert Brandt, Fins schaatser
- 1982 - Matt Dallas, Amerikaans acteur
- 1983 - Hrvoje Ćustić, Kroatisch voetballer (overleden 2008)
- 1983 - Brent Hayden, Canadees zwemmer
- 1983 - Andy Yan, Hongkongs autocoureur
- 1984 - Anna Bogdanova, Russisch atlete
- 1984 - Kenny Cooper, Amerikaans voetballer
- 1984 - Artsvik Harutiunian, Armeens zangeres
- 1984 - Kieran Richardson, Engels voetballer
- 1984 - Arlette van Weersel, Nederlands schaakster
- 1985 - Dani Hernández, Venezolaans voetballer
- 1985 - Dwight Tiendalli, Nederlands voetballer
- 1987 - Andrej Gretsjin, Russisch zwemmer
- 1987 - Dean Lewis, Australisch singer-songwriter
- 1987 - Anele Ngcongca, Zuid-Afrikaans voetballer (overleden 2020)
- 1987 - Ryan Searle, Engels darter
- 1988 - Hope Hicks, Amerikaans communicatie- en PR-adviseur
- 1988 - Jonathan Parr, Noors voetballer
- 1988 - Daniel Schorn, Oostenrijks wielrenner
- 1988 - Sander van Amsterdam, Nederlands acteur
- 1989 - Tony Junior (Tony Claessens), Nederlands dj
- 1989 - Christopher Zanella, Zwitsers autocoureur
- 1990 - Ricky Rubio, Spaans basketbalspeler
- 1990 - Maxime Vachier-Lagrave, Frans schaker
- 1990 - Rivkah op het Veld, Nederlands sportpresentatrice
- 1991 - Artoer Aleksanjan, Armeens worstelaar
- 1991 - Jacky Chamoun, Libanees alpineskiester
- 1992 - Pierre-Antoine Balhan, Belgisch atleet
- 1992 - Hari Nef, Amerikaans actrice en model
- 1992 - Bernard Tomic, Australisch tennisser
- 1994 - Alessia Polieri, Italiaans zwemster
- 1995 - Doja Cat (Amala Ratna Zandile Dlamini), Amerikaans zangeres, rapper, songwriter en muziekproducent
- 1995 - Antoinette Guedia, Kameroens zwemster
- 1995 - Yulimar Rojas, Venezolaans atlete
- 1997 - Tyjani Beztati, Nederlands  kickbokser
- 1998 - Dyllandro Panka, Nederlands voetballer
- 1998 - Kerem Aktürkoglu, Turks voetballer
- 1999 - Rein van Duivenboden, Nederlands acteur, zanger en presentator
- 2001 - Ashley Liao, Amerikaans actrice
- 2001 - Jess Park, Engels voetbalster
- 2002 - Louis Rouland, Frans wielrenner
- 2005 - Leah Hayes, Amerikaans zwemster

## Overleden

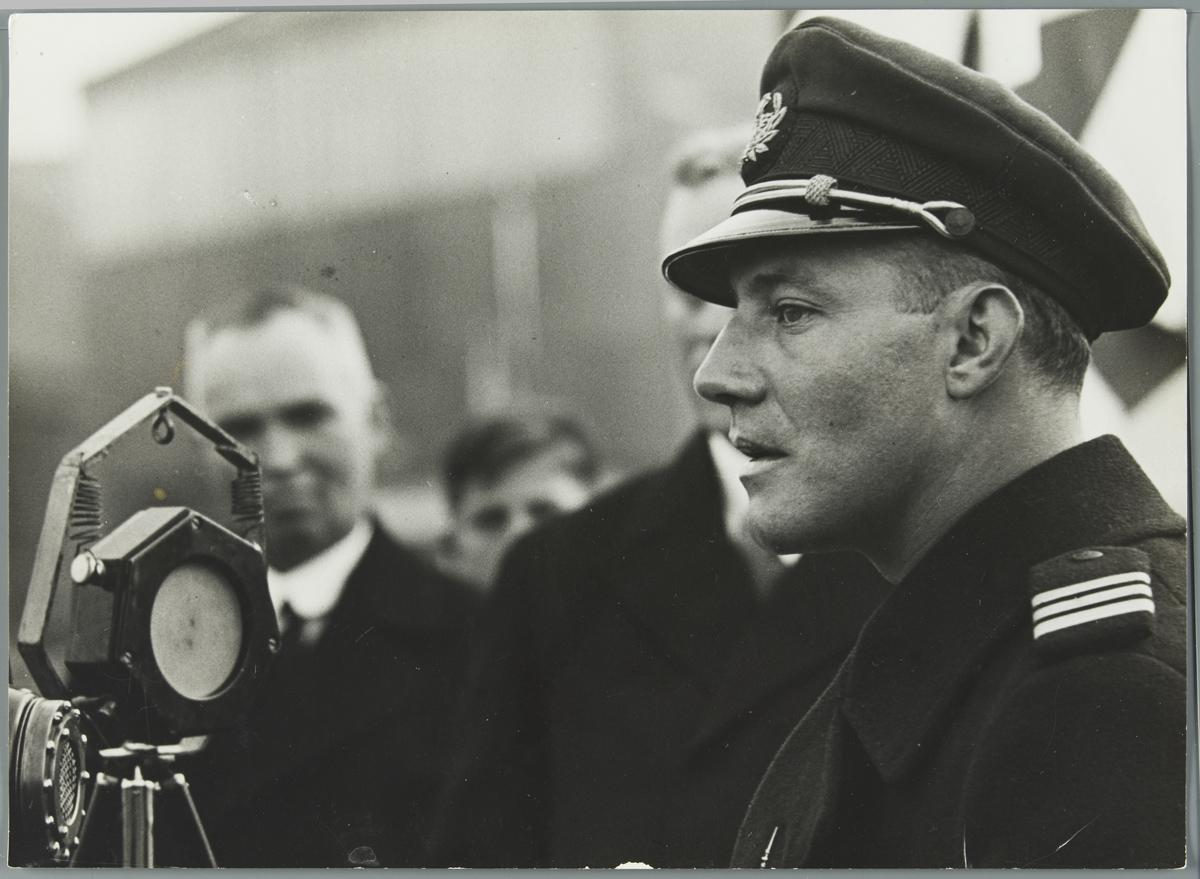
Koene Dirk Parmentier,
overleden in 1948

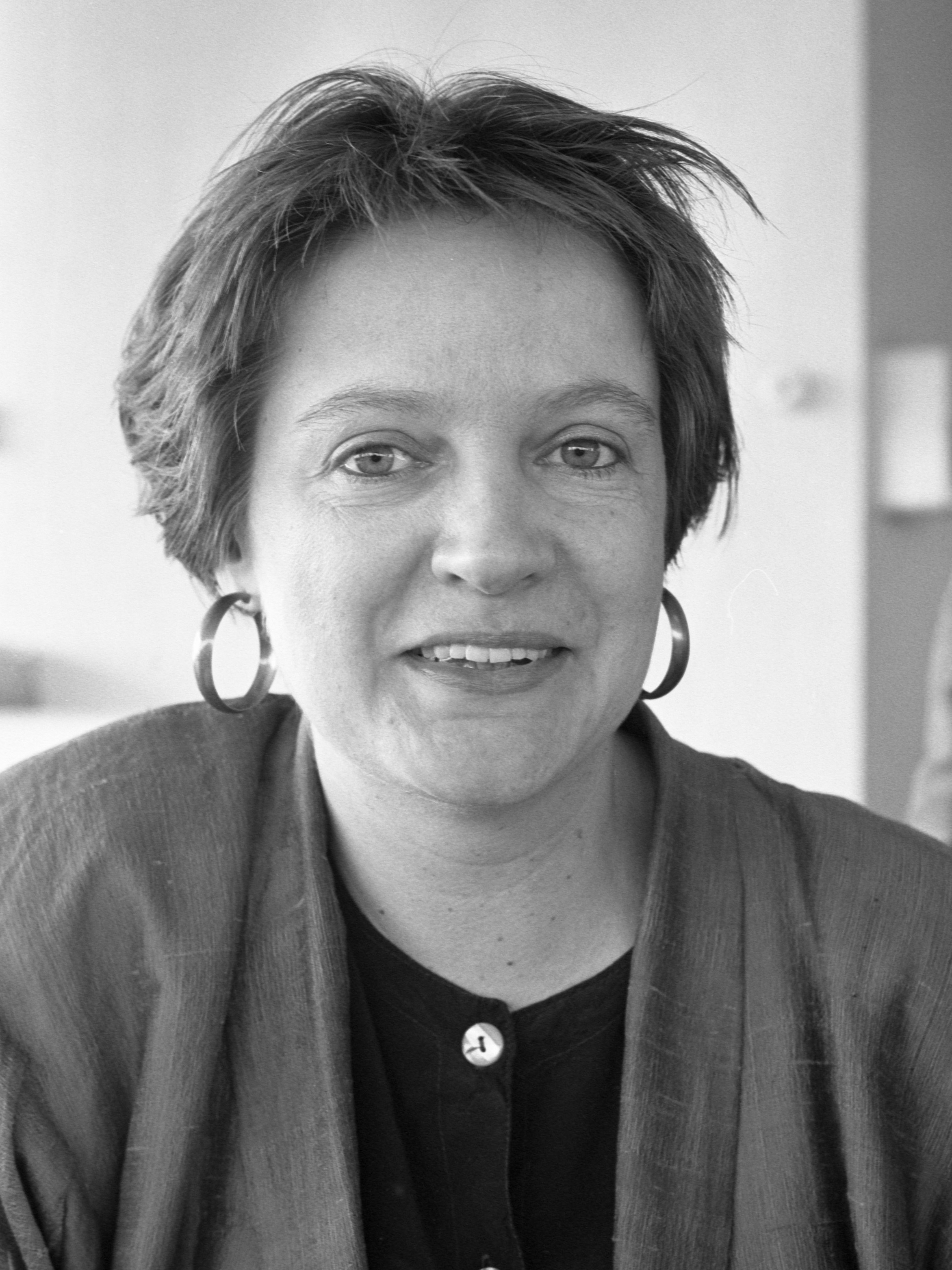
Karin Adelmund,
overleden in 2005

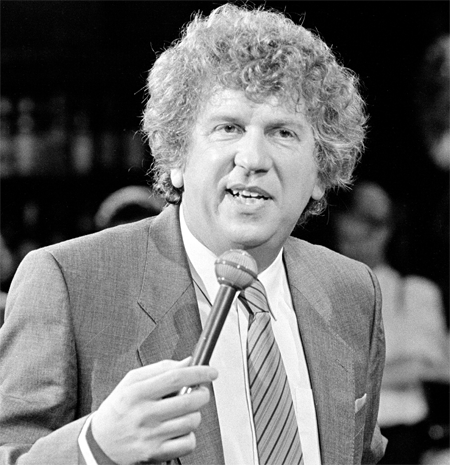
Seth Gaaikema,
overleden in 2014

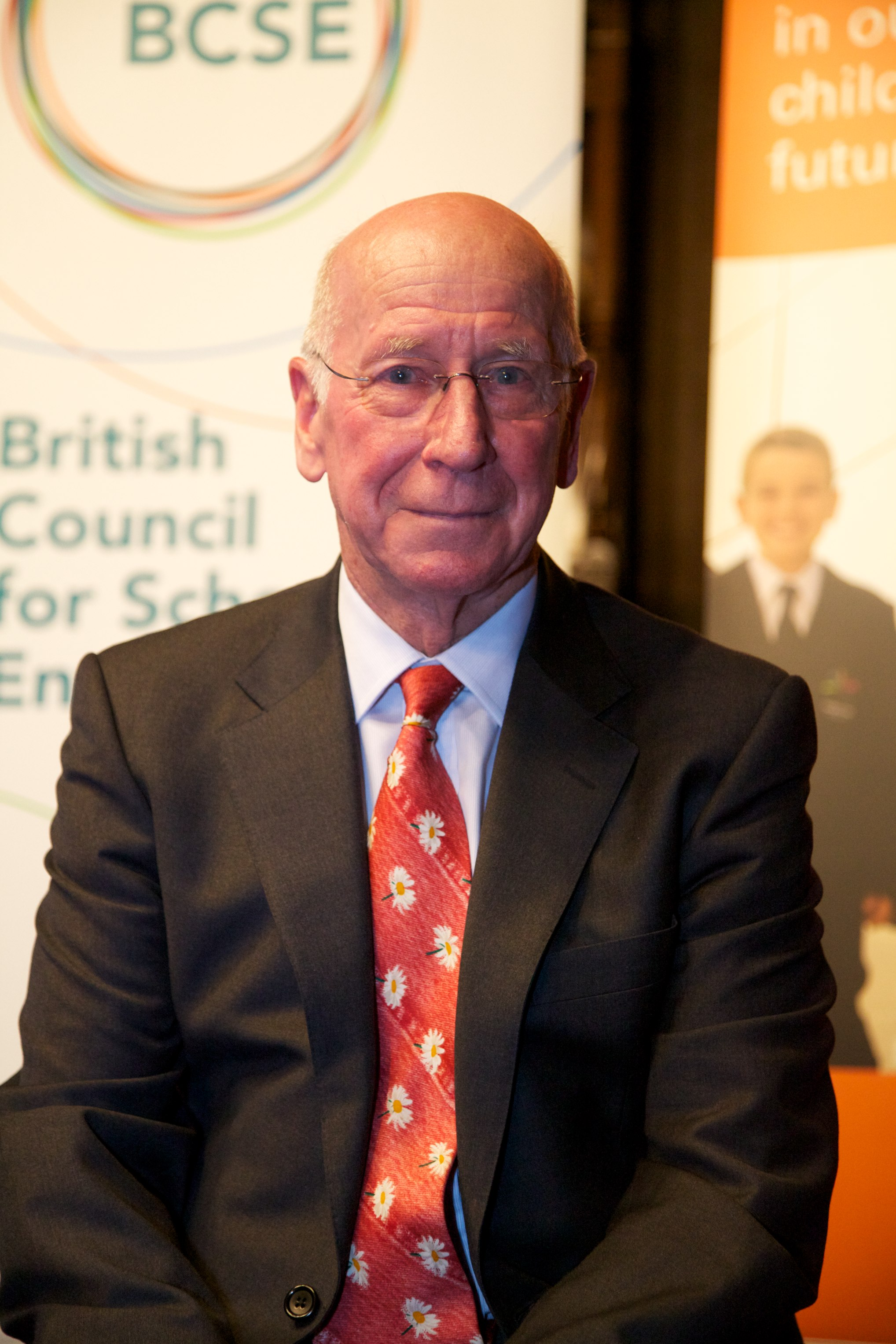
Bobby Charlton,
overleden in 2023

- 1500 - Go-Tsuchimikado (58), 103e keizer van Japan
- 1627 - Frederik de Houtman (56), Gouverneur van Amboina en Gouverneur van de Molukken
- 1805 - Horatio Nelson (47), Brits admiraal
- 1821 - Onno Reint Alberda van Ekenstein (69), Nederlands politicus
- 1899 - Herman Coster (34), Nederlands advocaat
- 1931 - Arthur Schnitzler (69), Oostenrijks huisarts en schrijver
- 1948 - Koene Dirk Parmentier (44), Nederlands piloot
- 1952 - Jan Frans Van Cuyck (95), Belgisch schrijver en leraar
- 1960 - Jozef Holthof (70), Belgisch priester
- 1969 - Jack Kerouac (47), Amerikaans schrijver
- 1971 - Etienne Gailly (48), Belgisch atleet
- 1973 - Nasif Estefano (40), Argentijns autocoureur
- 1980 - Hans Asperger (74), Oostenrijks kinderarts naar wie het syndroom van Asperger is genoemd
- 1981 - Viljo Halme (74), Fins voetballer
- 1981 - Wilfried Puis (38), Belgisch voetballer
- 1983 - Theodorus Zwartkruis (73), Nederlands bisschop van Haarlem
- 1984 - François Truffaut (52), Frans filmregisseur
- 1993 - Jan Meijer (72), Nederlands atleet
- 1994 - Mechie Trommelen (76), Nederlands ondernemer
- 1995 - Shannon Hoon (28), Amerikaans zanger
- 1997 - Lorenzo Sumulong (92), Filipijns politicus
- 1997 - Maarten van Traa (52) Nederlands politicus
- 1999 - Heinz Renneberg (72), Duits roeier
- 1999 - Eric Wauters (48), Belgisch ruiter
- 2000 - Dirk Jan Struik (106), Nederlands-Amerikaans wiskundige en wetenschapshistoricus
- 2002 - Kaisa Parviainen (87), Fins atlete
- 2003 - Elliott Smith (34), Amerikaans singer-songwriter
- 2005 - Karin Adelmund (56), Nederlands politica
- 2005 - Tara Correa-McMullen (16), Amerikaans actrice
- 2005 - Bernard Schnieders (47), Nederlands bakkenist van zijspancoureur Egbert Streuer
- 2006 - Paul Biegel (81), Nederlands jeugdboekenschrijver
- 2009 - Clinton Ford (George Stopford Harrison) (77), Brits zanger
- 2010 - Chris Smildiger (81), Nederlands atleet en muzikant
- 2011 - Antonio Cassese (74), Italiaans rechter en hoogleraar
- 2011 - Drikus Veer (93), Nederlands motorcoureur
- 2012 - Ted Kazanoff (90), Amerikaans acteur
- 2012 - George McGovern (90), Amerikaans politicus
- 2012 - Jan Willem Verlinden (71), Nederlands burgemeester
- 2013 - Keryn Jordan (37), Zuid-Afrikaans voetballer
- 2013 - Dick van den Polder (79), Nederlands voetballer en sportjournalist
- 2014 - Seth Gaaikema (75), Nederlands cabaretier, musicalschrijver en vertaler
- 2014 - Gough Whitlam (98), Australisch premier
- 2015 - Michael Meacher (75), Brits politicus
- 2016 - Frans Jozef van der Heijden (78), Nederlands politicus en journalist
- 2016 - Manfred Krug (79), Duits acteur en zanger
- 2016 - C. Peter Wagner (86), Amerikaans geestelijke
- 2017 - Nol Hendriks (80), Nederlands ondernemer en sportbestuurder
- 2018 - Earl Bakken (94), Amerikaans uitvinder en ondernemer
- 2018 - Robert Faurisson (89), Frans auteur en Holocaustontkenner
- 2020 - Marge Champion (101),  Amerikaans danseres en actrice
- 2021 - Bernard Haitink (92), Nederlands dirigent
- 2022 - Masato Kudo (32), Japans voetballer
- 2023 - Burak Bekdil (57), Turks journalist
- 2023 - Ernst Buschor (80), Zwitsers econoom en politicus
- 2023 - Bobby Charlton (86), Engels voetballer
- 2023 - N. John Habraken (94), Nederlands architect, theoreticus en auteur
- 2023 - Betsy Rawls (95), Amerikaans golfster
- 2023 - Renée Sanders (64), Nederlands regisseuse, radiomaakster, schrijfster en journaliste
- 2023 - Natalie Zemon Davis (94), Amerikaans-Canadees historica
- 2024 - Flory Anstadt (95), Nederlands programmamaakster en televisieregisseuse
- 2024 - Paul Di'Anno (66), Brits zanger
- 2024 - Lammert Leertouwer (92), Nederlands theoloog

## Viering/herdenking
- Nederlandse Antillen - Antillendag; van 1995 tot 2007
- Rooms-katholieke kalender:
  - Heilige Celina (van Meaux) († c. 458)
  - Heilige Bertold (van Parma) († 1111)
  - Heilige Hilarion (van Gaza) († 371)
  - Heilige Ursula (van Keulen) († c. 453)
  - Heilige Wendelinus van Trier († 617)
  - Heilige Hugo van Ambroney († 9e eeuw)
  - Zalige Keizer Karel I van Oostenrijk en dienaresse Gods Zita van Bourbon-Parma († 1922)
  - Zalige Gonçalo van Lagos († 1422)

## Weerextremen

### Nederland
| | Officiële records | Officiële records | Officiële records |      | Landelijke records  | Landelijke records | Landelijke records                                    |
| Gebeurtenis | Jaar              | Extreem           | Locatie           | Jaar | Extreem             | Locatie            |                                                       |
| --- | ----------------- | ----------------- | ----------------- | ---- | ------------------- | ------------------ | ----------------------------------------------------- |
| Laagste etmaalgemiddelde temperatuur (°C) | 1908              | 1,3               | De Bilt           |      | 1908                | 0,1                | Eelde                                                 |
| Hoogste etmaalgemiddelde temperatuur (°C) | 1989              | 17,3              | De Bilt           |      | 1989                | 17,8               | Eindhoven, Volkel                                     |
| Laagste minimumtemperatuur (°C) | 1908              | −4,4              | De Bilt           |      | 1908                | −6,9               | Eelde                                                 |
| Hoogste minimumtemperatuur (°C) | 1925              | 14,0              | De Bilt           |      | 1969, 1989, 2022    | 14,4               | Vlissingen                                            |
| Laagste maximumtemperatuur (°C) | 1952              | 6,3               | De Bilt           |      | 1908                | 4,4                | De Kooy                                               |
| Hoogste maximumtemperatuur (°C) | 2020              | 20,3              | De Bilt           |      | 1977                | 22,2               | Eindhoven                                             |
| Hoogste uurgemiddelde windsnelheid (m/s) | 1942              | 15,9              | De Bilt           |      | 2014                | 22,0               | Hoek van Holland                                      |
| Hoogste windstoot (m/s) | 2021              | 23,0              | De Bilt           |      | 2004 2014           | 30,0               | Vlieland Hoek van Holland                             |
| Langste zonneschijnduur (uur) | 2011              | 9,3               | De Bilt           |      | 1979 1995 2010 2011 | 9,5                | De Kooy Westdorpe Eindhoven Cabauw, Deelen, Herwijnen |
| Langste neerslagduur (uur) | 1986              | 12,8              | De Bilt           |      | 1993                | 15,7               | Valkenburg ZH                                         |
| Hoogste etmaalsom van de neerslag (mm) | 2014              | 23,9              | De Bilt           |      | 2021                | 48,2               | Wijk aan Zee                                          |
| Laagste etmaalgemiddelde relatieve vochtigheid (%) | 1908              | 53                | De Bilt           |      | 1908                | 53                 | De Bilt                                               |
| Laagste uurwaarde luchtdruk op zeeniveau (hPa) | 2023              | 983,4             | De Bilt           |      | 2023                | 981,7              | Vlieland                                              |
| Hoogste uurwaarde luchtdruk op zeeniveau (hPa) | 1983              | 1040,0            | De Bilt           |      | 1983                | 1040,3             | Soesterberg, Valkenburg ZH, Vlissingen                |
| Officiële records worden altijd gemeten op het KNMI-weerstation in De Bilt. Landelijke records kunnen worden gemeten op elk officieel KNMI-weerstation in Nederland. |                   |                   |                   |      |                     |                    |                                                       |

Uitzonderlijke gebeurtenissen
- 1940 - Laatste officiële zachte dag van het jaar (maximumtemperatuur ≥ 15 °C in De Bilt)
- 1944 - Laatste officiële zachte dag van het jaar (maximumtemperatuur ≥ 15 °C in De Bilt)
- 1977 - Laatste officiële warme dag van het jaar (maximumtemperatuur ≥ 20 °C in De Bilt)
- 2020 - Laatste officiële warme dag van het jaar (maximumtemperatuur ≥ 20 °C in De Bilt)
- 2021 - Tornado in Barendrecht.[15]

### België
Dagrecords
- 1908 - Laagste etmaalgemiddelde temperatuur 1,6 °C
- 1977 - Hoogste etmaalgemiddelde temperatuur 18,4 °C
- 1908 - Laagste minimumtemperatuur −3,6 °C
- 1977 - Hoogste maximumtemperatuur 22 °C
- 1986 - Hoogste etmaalsom van de neerslag 44,8 mm

Uitzonderlijke gebeurtenissen
- 1921 - Tussen 19 september en 21 oktober slechts 5 mm neerslag in Ukkel.
- 1972 - Sedert 14 oktober heeft het elke nacht gevroren in Rochefort.
- 1977 - 4e dag reeds boven 20 °C in Ukkel.
- 1993 - Tornado over Riemst, nabij Tongeren.

<< · 1 · 2 · 3 · 4 · 5 · 6 · 7 · 8 · 9 · 10 · 11 · 12 · 13 · 14 · 15 · 16 · 17 · 18 · 19 · 20 · 21 · 22 · 23 · 24 · 25 · 26 · 27 · 28 · 29 · 30 · 31 · >>